# Emma Roberts (poetka)
Emma Roberts (ur. 1794, zm. 1840) – angielska pisarka i poetka okresu romantyzmu, autorka książek podróżniczych.

## Życiorys
Kiedy jej siostra poślubiła oficera pełniącego służbę w Bengalu, poetka udała się z nią i szwagrem do Indii. Po śmierci siostry w 1831 przeprowadziła się do Kalkuty, gdzie wydawała pismo Oriental Observer. Powróciła do Anglii w 1833, jednak w 1839 roku zdecydowała raz jeszcze udać się do Indii, w towarzystwie przyjaciółki, drogą przez Francję i Egipt, a potem statkiem do Bombaju. Zmarła i została pochowana w Indiach.